# ヨアヒム・ワッハ
ヨアヒム・ワッハ（Joachim Wach, 1898年1月25日 - 1955年8月27日）は、ドイツの宗教学者。宗教哲学と宗教史を区別すべきだと主張したことで知られる。

## 生涯
1898年、ドイツ帝国下のザクセン王国ケムニッツ生まれ。ワッハは哲学者モーゼス・メンデルスゾーンと作曲家フェリックス・メンデルスゾーンの子孫にあたる。そのため、ワッハは音楽の愛好家であった。
ドレスデンの学校を出た後、1916年にドイツ軍に入隊し、機甲部隊に所属した。第一次世界大戦の終結後、ミュンヘン、ベルリン、ライプツィヒ、フライベルクの大学で学び、1922年には哲学の博士号を取得した。その後、ライプツィヒ大学で教鞭をとった。その際に、ワッハが提出した教授資格論文は宗教史の研究において画期的なものとみなされている。
ワッハの家族はユダヤ教からキリスト教に改宗して久しかったが、1930年代初頭にナチスの迫害を受け、ワッハは職を追われた。そのためアメリカ合衆国に移住し、ブラウン大学で聖書学の招聘教授として教鞭をとることになった。1939年には助教授になった。ルター派のプロテスタントとして育てられたので、アメリカに来て間もなく、ワッハは監督教会派に所属した。1946年、ワッハはアメリカ合衆国の市民権を獲得した。
1945年、ワッハはシカゴ大学に移り、宗教史講座に所属することになった。また、ワッハはシカゴ大学に移ってから弟子をとり始め、彼らと親密な関係を築いた。その後すぐに人文学部から神学校に移った。1955年8月27日、ワッハは心臓発作のためスイスのロカルノで亡くなった。

## 研究内容・業績
- 自らの講義と著作において、ワッハは宗教経験、宗教的行為、宗教的コミュニティの3つに注目した比較宗教学を提唱した。
- シカゴ大学のアーカイヴによると、ワッハは社会科学の手法を宗教思想のより深い理解のために応用していた。宗教社会学として知られる領域の形成の過程において、ワッハは新興宗教の教祖は世界の本質を把握できるような天啓を得ると主張した。

## 著作
- 『Der Erlösungsgedanke und seine Deutung』 (1922年)
- 『Religionswissenschaft: Prolegomena zu ihrer wissenschaftstheoretischen Grundlegung』 (1924年)
  - 『宗教学 その科学理論的基礎づけのための序説』 下宮守之訳 東海大学出版会、1970年
- 『Meister und Jünger: zwei religionssoziologische Betrachtungen』(1924年)
- 『Das Verstehen: Grundzüge einer Geschichte der hermeneutischen Theorie im 19. Jahrhundert』（全3巻） (1926年-1933年)
- 『Sociology of Religion』 (1947年)
  - 『宗教社会学』森東悟訳 誠信書房、1960年
- 『Types of Religious Experience: Christian and Non-Christian』 (1951年)
- 『The Comparative Study of Religions』 (1958年)
  - 『宗教の比較研究』 渡辺学、保呂篤彦、奥山倫明共訳 法蔵館、1999年
- 『Understanding and Believing:Essays』 (1968年)